# Troy, Alabama
Troy är en stad (city) i Pike County i den amerikanska delstaten Alabama, USA, med en yta av 71,8 km² och en folkmängd som uppgår till 18 022 invånare (2010). Troy är säte för Troy University och  är administrativ huvudort (county seat) i Pike County.

## Kända personer från Troy
- Willie Davenport, häcklöpare
- John Lewis, politiker
- Oliver C. Wiley, politiker